# キネコ

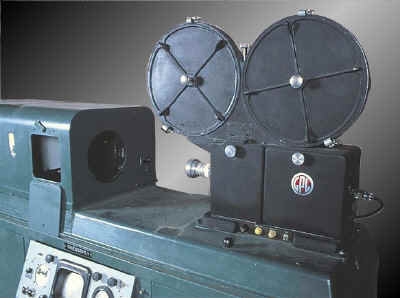
A PA-302
ゼネラル・プレシジョン・ラボラトリーズ（GPL）社製 キネスコープ（1950 - 1955年頃）
カナダ科学技術博物館（en）所蔵

キネコ（Kineco）とはテレビジョン受像機（以下テレビ受像機）映像またはビデオ映像をフィルムに変換・逆変換を行う作業、あるいはその機器である。キネレコともいう。
元来「キネスコープ・レコーダ（Kinescope Recorder）」と呼ばれていたテレビ映像（NTSCの場合、毎秒30フレーム）をフィルム（24フレーム）に変換する装置が「キネ・レコ」「キネコ」と短縮して呼ばれるようになったもの。イギリスでは「Telerecording」といい、アメリカでは「Kinescope」という。元々、Kinescopeとはブラウン管の商標名である。

## 概要
原理は3台のモノクロテレビ受像機にRGB各色を割り当て、ダイクロイックミラーで合成したものをフィルムカメラで撮影する。
1956年にVTRが実用化されるまでは唯一のテレビ録画手段であった。VTRが使われるようになってもビデオテープは高価だったために使い回されており、1960年代までの生放送及びVTR収録によるテレビ番組で現存するものはこのキネコで複写された形で残っている場合がほとんどである。
NHKでは1954年にGPL製の装置を利用し舞台中継の録画に使用したのが初の例で、1964年には東京オリンピックに際してRCA製の録画機が導入された。
カラーキネコは1966年11月よりNHKで導入され、1968年4月にTBS、同年中にはフジテレビでも導入された。1970年代終わりまでカラーキネコが活用された。VTRの発達により1983年10月にNHKでの使用は休止となった。
近年、映画の中にもHDTVデジタルビデオカメラで撮影されるものが現れ、35mmフィルムに変換する際にはレーザー光源を使った、より高輝度・高解像度のレーザー・キネコが用いられることもある。

## フレーム変換による画質の低下
毎秒30フレームのテレビ映像を24フレームに変換して記録するため、実際に放送された映像と比べると動きに残像があるうえに、そもそも1フレームごとの情報量についてもVTRは16ミリフィルム以下の解像度しか持たないため、画質の低下は避けられない。
テレシネ導入前後のフィルム作品ではVTRで撮影されたニュース映像をフィルムで撮影された映画やテレビ作品に挿入するケースや、フィルム編集では不可能だった描写をあらかじめVTRで製作したケースなどによく用いられた。
現在でもキネコ録画された番組を放送することがある。ただし、それを見て「当時の放送の画質自体が悪かった」と考えるのは早合点である。

## キネコCM
かつて日本国内では、全国に散らばるテレビ局に配信するテレビCMのコピー（ダビング）でもキネコが活用されており、2000年ごろまで地方局ではキネコによってコピーされたCMが見られた。先述のとおりフレーム変換が起こるほか、サウンドトラックにコピーするため、画質・音質ともに原版よりもはるかに劣る。技術が向上してVTRのコピーが用いられるようになると徐々に使われなくなり、地デジ化が完成した現在ではキネコCMは過去のものとなっている。